# HD 191089
HD 191089は、やぎ座の恒星である。年周視差の測定に基づいて計算した太陽からの距離は、約163光年であり、見かけの等級は7.18である。周囲には、太陽系のカイパーベルトに似た残骸円盤があって、直接撮像されており、その外には淡くハロが広がっている。

## 特徴
| 太陽 | HD 191089 |
| ---- | --------- |
| 太陽 | Exoplanet |

HD 191089はF型主系列星で、スペクトル型はF5 Vと分類されている。質量と半径は、太陽の1.4倍程度と推定され、表面の有効温度はおよそ6,460 K、光度は太陽の2.7倍と見積もられている。
年齢は推定が難しく、等年齢線による分析では2.5億年や1.6億年という結果が出ている一方、X線強度やリチウム組成ではもっとずっと若いことが示唆される。固有運動を分析した結果、HD 191089はがか座β運動星団の一員であることが確実視され、年齢も運動星団と同程度で、およそ2200万年と考えられるようになった。

## 星周円盤

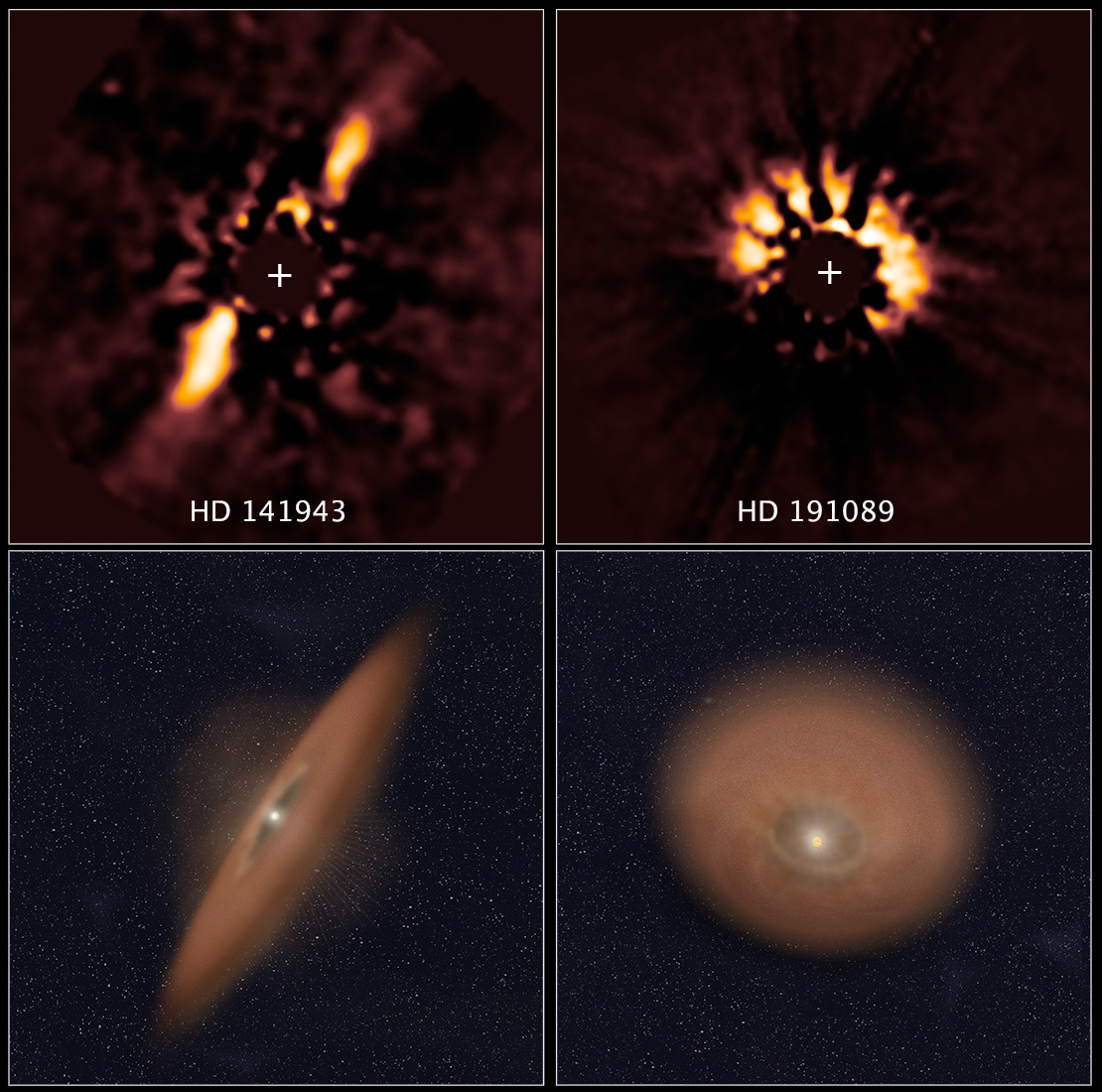
ハッブル宇宙望遠鏡がとらえたHD 191089の残骸円盤の画像（右上）とその想像図（右下）。

HD 191089は、赤外線天文衛星IRASの観測結果に赤外超過がみられることから、残骸円盤を持つ天体候補とされていた。そして、2009年にジェミニ南望遠鏡で行われた、中間赤外線での撮像観測から、HD 191089を取り巻く円盤の姿が直接検出された。さらに、画像処理技術の向上に伴い、2007年にハッブル宇宙望遠鏡のNICMOSで観測されていたHD 191089の画像に、近赤外線を散乱する円盤の姿も写っていたことが明らかとなった。多くの残骸円盤で、スペクトルエネルギー分布から塵による黒体放射を仮定して得られた円盤の大きさと、直接撮像された円盤の大きさが食い違い、それはHD 191089でも同様だが、撮像では、中間赤外線での熱放射と近赤外線での散乱光という異なる原理、波長で得られた円盤像は概ね一致し、中心星から26 auないし78 auの範囲に広がっており、26 auより内側に放射はほとんどない。それは、ALMA望遠鏡のミリ波による観測でも同様であった。円盤内の塵の質量は、地球質量の6パーセント程度とみられる。
一方、塵円盤の更に外側、中心星からはおよそ640 auくらいまでの範囲に広がるハロが存在することもわかった。ハロは、内側の円盤よりも色が青く、円盤から、より粒子径の小さい塵が供給されている、という筋書でうまく説明できるとされる。
| 名称 （恒星に近い順） | 質量              | 軌道長半径 （天文単位） | 公転周期 (日)     | 軌道離心率        | 軌道傾斜角 | 半径 |
| --------------------- | ----------------- | ----------------------- | ----------------- | ----------------- | ---------- | ---- |
| 環                    | 26 ± 4—78 ± 14 au | 26 ± 4—78 ± 14 au       | 26 ± 4—78 ± 14 au | 26 ± 4—78 ± 14 au | 59+4 −2°   | —    |
| ハロ                  | 640 ± 130 au      | 640 ± 130 au            | 640 ± 130 au      | 640 ± 130 au      | 59°        | —    |